# 페라리 엔초
페라리 엔초(영어: Ferrari Enzo)는 페라리에서 2002년부터 2004년까지 생산했던 슈퍼카이다.

## 개요
페라리의 창업자인 엔초 페라리를 기념하기 위해 만들어졌으며, 2002년부터 2004년까지 생산하였다.

## 변형 차종

### 페라리 FXX

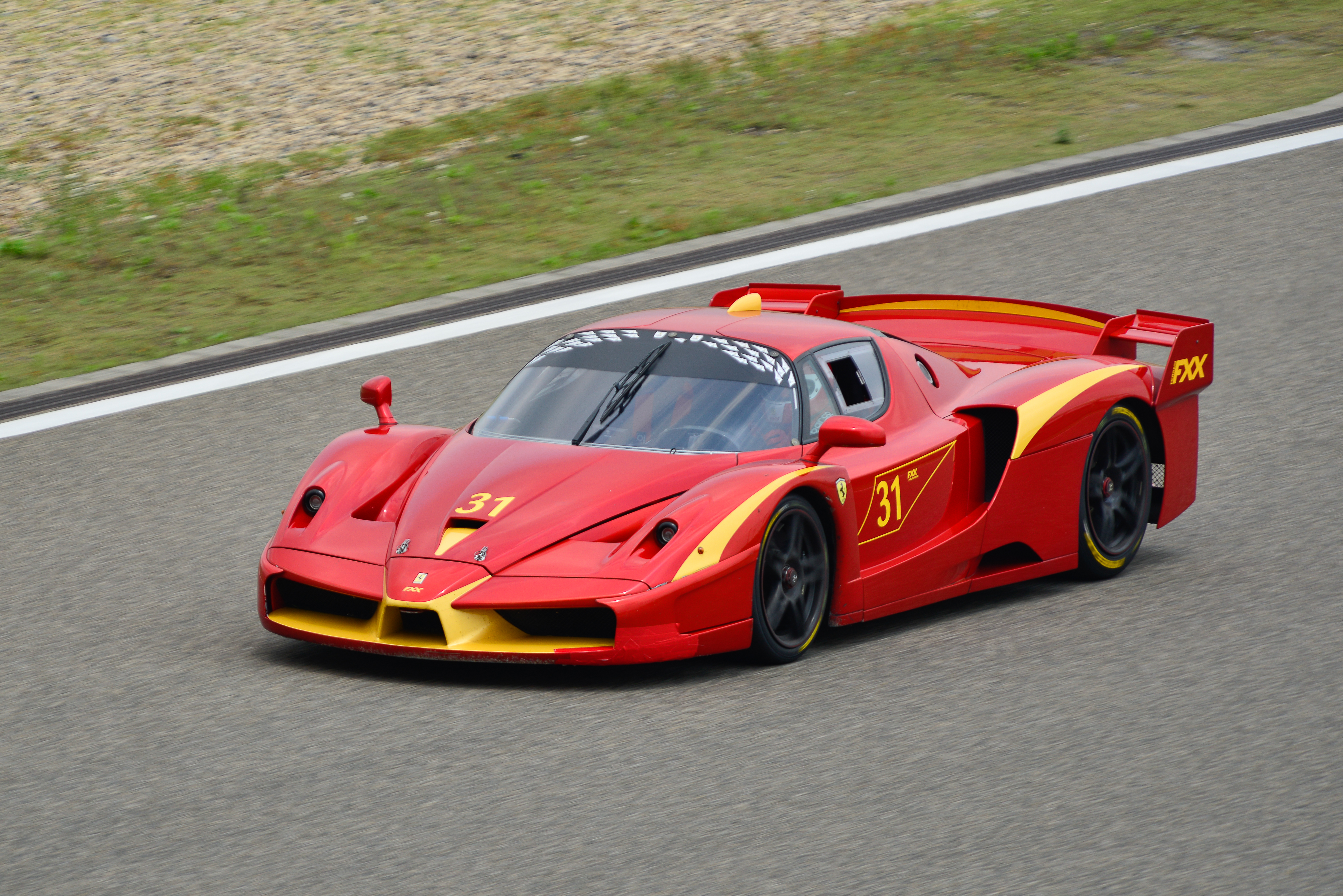
페라리 FXX

페라리는 엔조를 위해 개발된 기술 중 일부를 소규모 프로그램에 사용하여 특정 고객으로부터 더 많은 피드백을 받아 미래의 자동차 디자인과 레이싱 프로그램에 사용하기로 결정했으며, 핵심은 페라리 FXX이다. 대략 800 PS (588 kW; 789 hp)의 출력을 생성하는 엔초 엔진의 고도로 조정된 6.3리터 버전으로 Enzo의 설계를 기반으로 했다. 기어박스는 자동차와 타이어(Bridgestone에서 맞춤 설계)와 브레이크(Brembo에서 개발)를 위해 특별히 개발되었다. 또한 이 자동차에는 페라리가 자동차의 행동을 기록할 수 있도록 광범위한 데이터 기록 및 원격 측정 시스템이 장착되어 있으며, 이 정보는 페라리가 미래의 스포츠카를 개발하는 데 사용되고 있다.

## 비디오 게임에서의 등장
- 아스팔트 4: 엘리트 레이싱
- 아스팔트 6: 아드레날린
- 아스팔트 7: 히트
  - 아스팔트 인젝션
- 아스팔트 8: 에어본
- 아스팔트 9: 레전드
- 포르자 호라이즌 4
- 3D 운전교실NPC차량

## 갤러리

Different exterior liveries offered on the Enzo
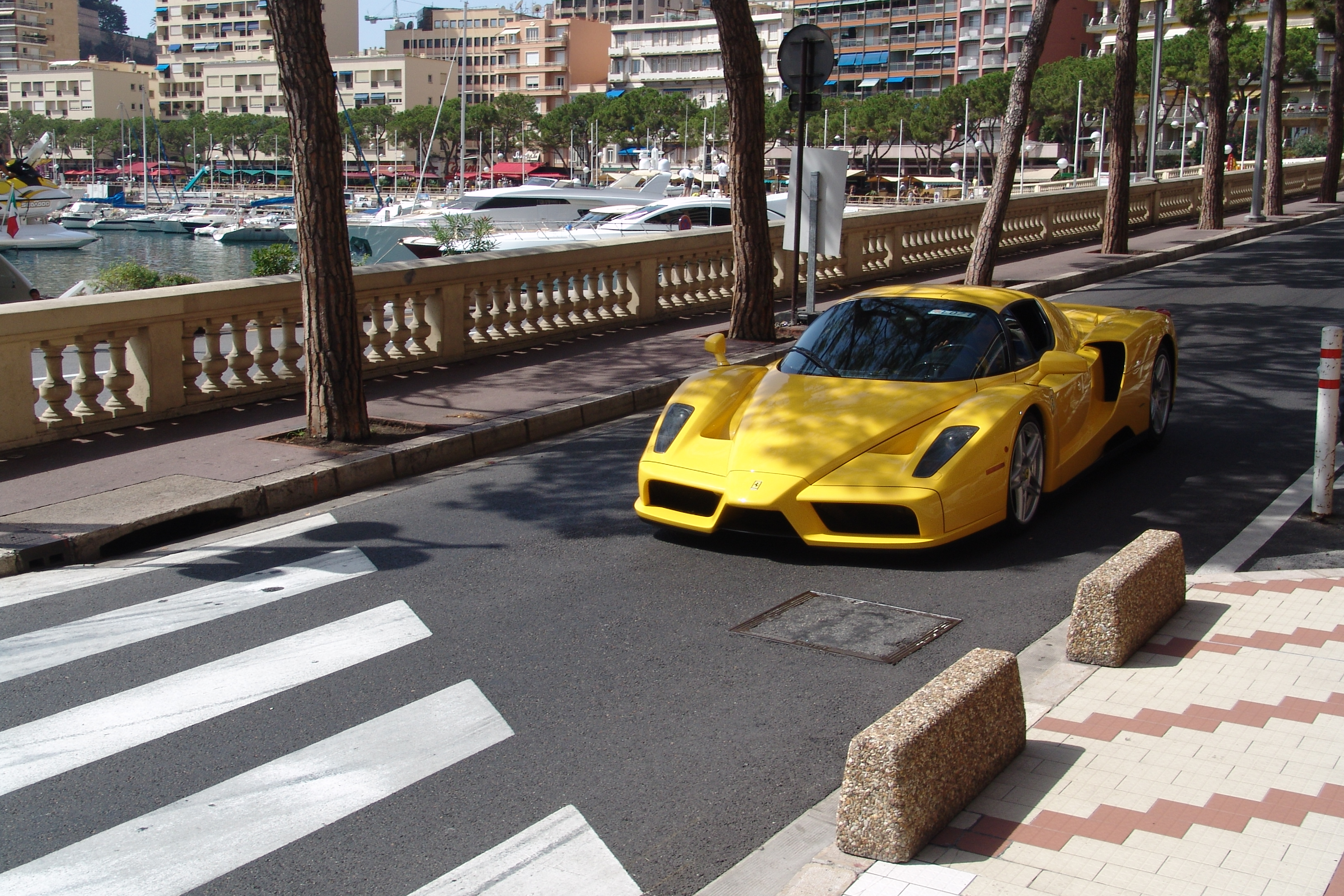
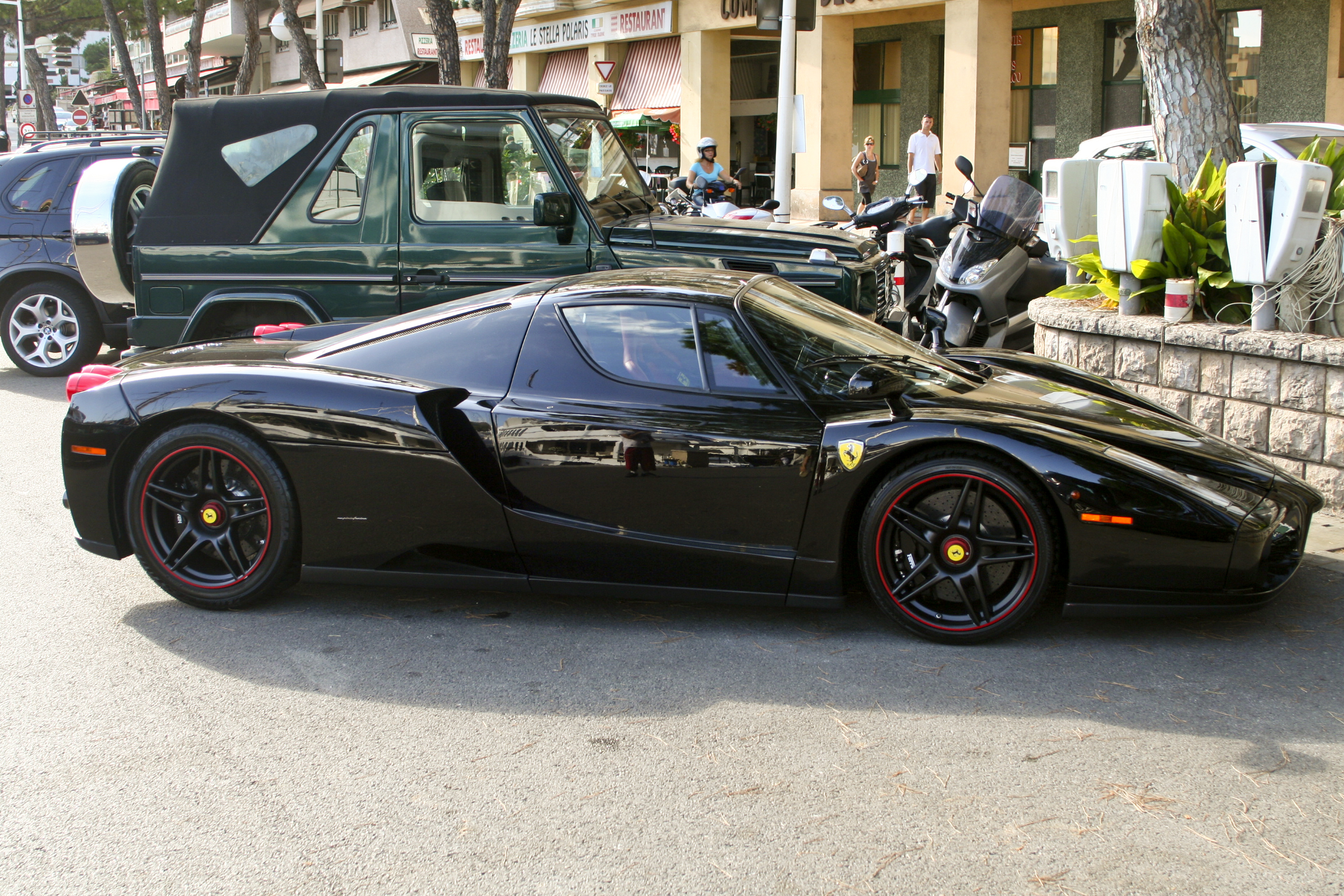
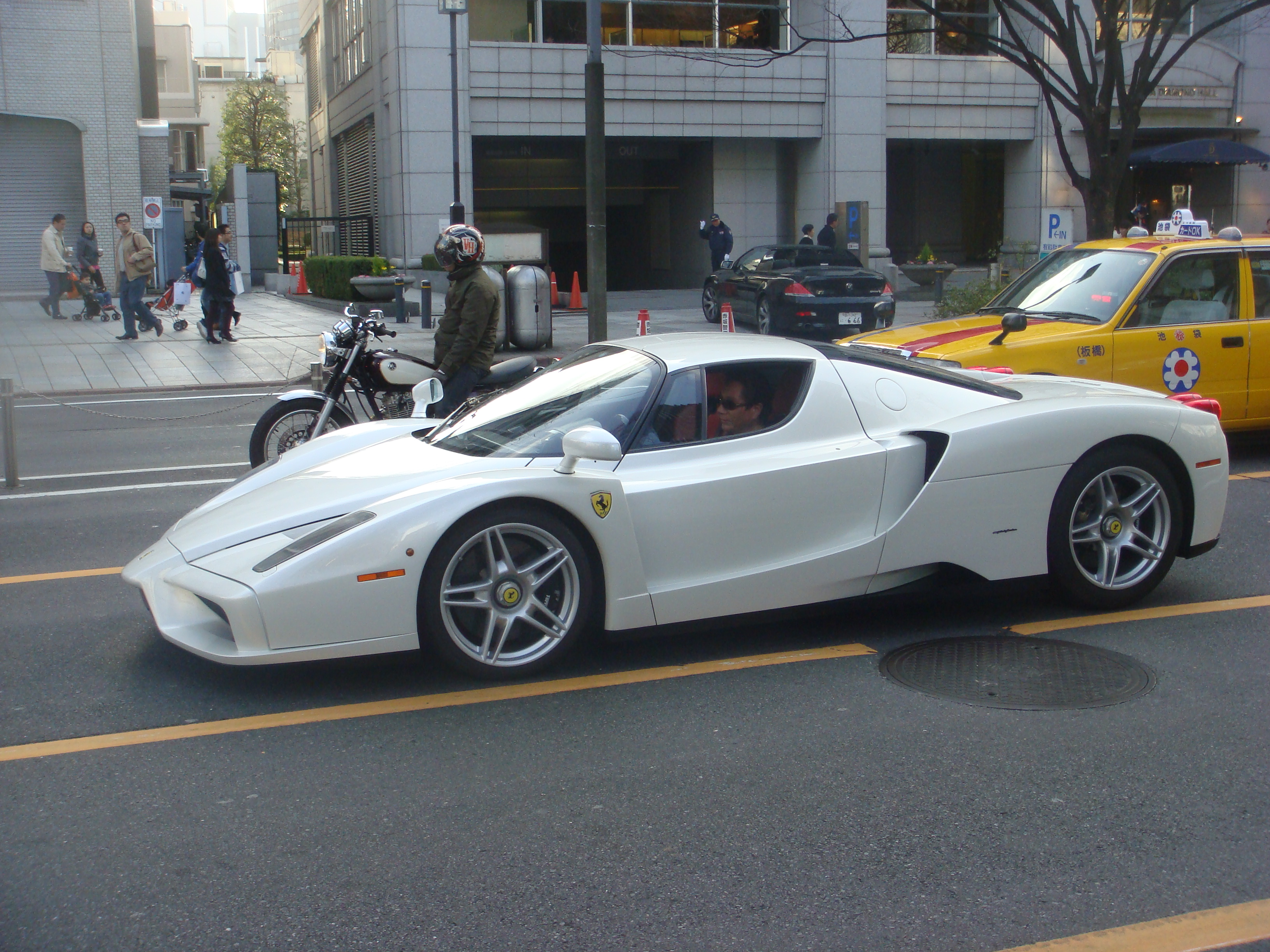
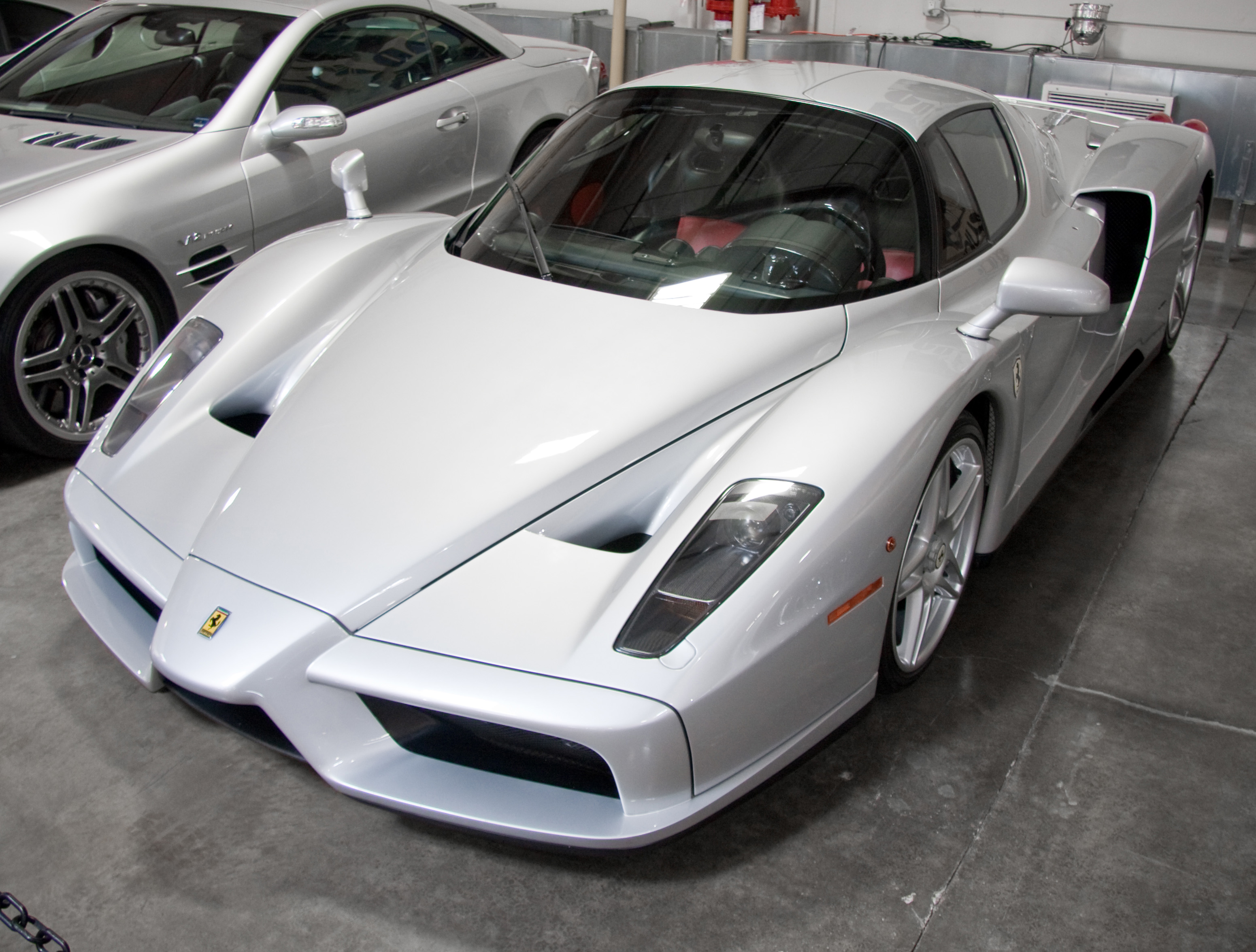
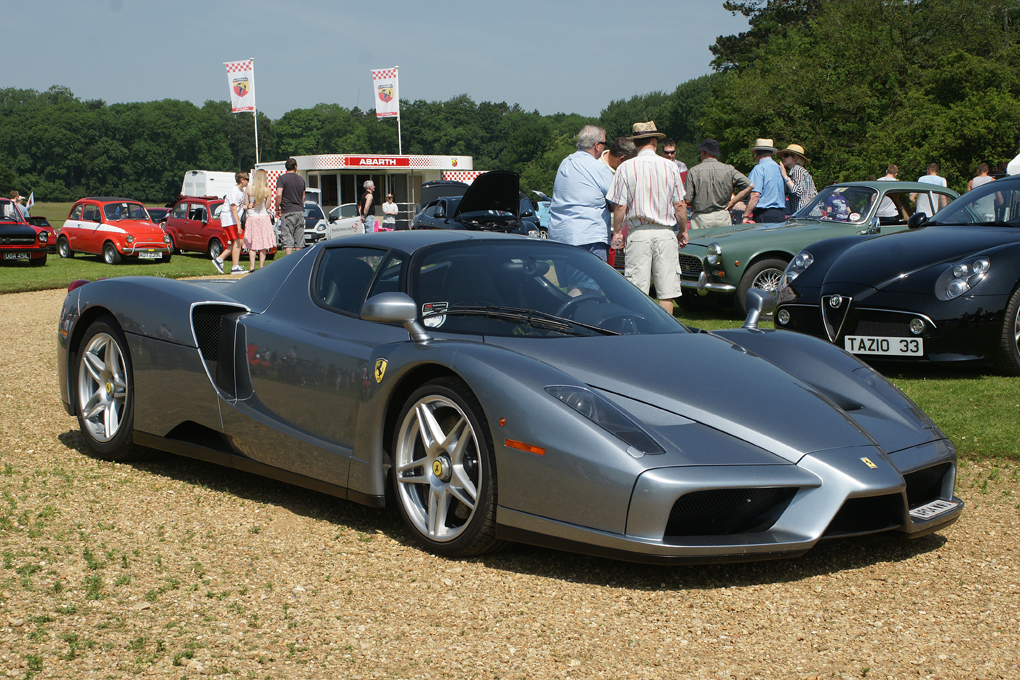